# Scutiger muliensis
Scutiger muliensis är en groddjursart som beskrevs av Fei och Ye 1986. Scutiger muliensis ingår i släktet Scutiger och familjen Megophryidae. IUCN kategoriserar arten globalt som starkt hotad. Inga underarter finns listade i Catalogue of Life.